# Phlebotomus yunshengensis
Phlebotomus yunshengensis är en tvåvingeart som beskrevs av Charles William Leng och Lewis 1987. Phlebotomus yunshengensis ingår i släktet Phlebotomus och familjen fjärilsmyggor. Inga underarter finns listade i Catalogue of Life.